# Най-дългият ден
„Най-дългият ден“ (на английски: The Longest Day) е американски военен филм от 1962 година на режисьорите Кен Анакин, Андрю Мартън и Бернхард Вики по сценарий на Корнелиъс Райън, Ромен Гари, Джеймс Джоунс, Дейвид Пърсол и Джак Седън, базиран на едноименната книга на Райън.
Филмът е посветен на Десанта в Нормандия по време на Втората световна война, описвайки събитията през погледа на различни подразделения, участвали в операцията. Участват множество известни актьори, като в главни роли се снимат Джон Уейн, Робърт Мичъм, Курд Юргенс, Ирина Демик.
„Най-дългият ден“ получава награди „Оскар“ за операторска работа и за специални ефекти и „Златен глобус“ за операторска работа.